# Jan Willem Schulte Nordholt
Jan Willem (Wim) Schulte Nordholt (Zwolle, 12 september 1920 – Wassenaar, 16 augustus 1995) was een Nederlandse dichter, historicus en hoogleraar in de geschiedenis en cultuur van Noord-Amerika. Hij is vooral bekend om zijn publicaties over de Verenigde Staten.
Hij was een broer van hoogleraar culturele antropologie Herman Gerrit Schulte Nordholt en hoogleraar kunstgeschiedenis Henk Schulte Nordholt. Het gezin kende vijf broers en een zusje. Hij was vader van zakenman en sinoloog Henk Schulte Nordholt.

## Levensloop
Hij werd geboren in Zwolle en volgde lager onderwijs in Wezep. Hij rondde zijn gymnasium af aan het Christelijk Gymnasium in Zwolle in 1941.
In 1942 werd hij gearresteerd wegens vermenigvuldiging en verspreiding van het illegale blad Vrij Nederland, waarna hij zowel in Nederland als in Duitsland gevangen zat. Hij heeft in totaal 5 maanden vastgezeten. In 1943 verscheen clandestien zijn eerste dichtbundel. Na de Tweede Wereldoorlog studeerde hij geschiedenis aan de Universiteit van Amsterdam waar de hoogleraren David Cohen, Jan Romein en Jacques Presser zijn belangrijkste leermeesters waren. In 1951 promoveerde hij bij Cohen op het proefschrift De tuin der Hesperiden. Op aanbeveling van Presser kreeg hij een onderzoeksbeurs bij een Amerikaanse universiteit. Hier deed hij onderzoek dat zou resulteren in het boek, waarmee hij meer bekendheid kreeg bij het grote publiek: Het volk dat in duisternis wandelt. De geschiedenis van de negers in Amerika (1956). Dit was de eerste historische studie in boekvorm in het Nederlandse taalgebied over de achterstelling van de 'neger' (toen nog zonder de bijklank van mogelijk vooringenomen racisme, integendeel!) in de Amerikaanse geschiedenis. Dit boek, dat ook werd vertaald in het Duits en het Engels, vormde zijn doorbraak als historicus. Drie jaar later, in 1959, verscheen van zijn hand een biografie van de Amerikaanse negentiende-eeuwse president Abraham Lincoln. Tot 1962 was hij leraar aan een middelbare school; vervolgens werd hij lector aan de Rijksuniversiteit Leiden. In 1966 werd hij hier benoemd tot hoogleraar geschiedenis en cultuur van Noord-Amerika. Om gezondheidsredenen moest hij in 1983 het ambt verlaten.
Schulte Nordholt heeft o.a. de Nederlandse vertaling U zij de glorie van het kerklied À toi la gloire gemaakt. Ook heeft hij een fors aantal liederen vertaald die zijn opgenomen in het Liedboek voor de Kerken. Het hoogste woord daalt uit het licht is een vertaling van zijn hand van een loflied van Thomas van Aquino Daarnaast heeft hij verscheidene psalmen berijmd voor de nieuwe berijming die zijn opgenomen in het Liedboek voor de Kerken uit 1973 (en 2013).

## Werken (een selectie)
- Het bloeiende steen (1943), poëzie onder het pseudoniem W.S. Noordhout, Met inleiding van Gerrit Kamphuis, Schildpad-reeks no.9, illegale oorlogsuitgave: De Jong 605
- Levend landschap (1950), poëzie
- Griekse paradijsvoorstellingen of de tuin der Hesperiden (1951), proefschrift, Universiteit van Amsterdam
- Tijd voor eeuwigheid (1953), poëzie
- Navolging van Christus, Thomas à Kempis (1954), vertaling
- Het volk dat in duisternis wandelt (1956), over de geschiedenis van de negers in de Verenigde Staten
- Het eenvoudig gezaaide (1958), poëzie
- Abraham Lincoln (1959), historische studie, biografie
- Een lichaam van aarde en licht (1960), poëzie
- De dichter en het land (1960), bloemlezing
- Gezicht op Zuid-Holland (1960), bloemlezing
- Tenzij gij mij zegent: gedichten over God (1960), bloemlezing
- Rassendiscriminatie (1961), fotoboek
- Hymnen en liederen, een bloemlezing uit de Latijnse gezangen en gedichten van de kerk der eeuwen (1964), vertalingen
- Het weefsel Gods (1965), poëzie
- De Verenigde Staten. Het grote experiment (1965), historische studie
- Achter een muur van licht (1968), poëzie
- In de schaduw van een groot licht- De negerrevolutie in Amerika- Het zuiden 1954-1966 (1971), studie
- Contrafacten (1975), poëzie
- Ontmoeting met J. Luyken (1978), bloemlezing
- Voorbeeld in de verte. De invloed van de Amerikaanse revolutie in Nederland (1979), historische studie
- Wanneer dit tijdlijk leven endt (1980), bloemlezing
- Het zwarte schaap der schepping (1982), bloemlezing
- Triomf en tragiek van de vrijheid, de geschiedenis van de Verenigde Staten van Amerika (1985), studie
- Woodrow Wilson - Een leven voor de wereldvrede (1990), biografie van de man die van 1913 tot 1920 president van de Verenigde Staten was.

## Literaire en andere prijzen
- 1952: Lucy B. en C.W. van der Hoogtprijs voor Levend landschap
- 1961: Poëzieprijs van de gemeente Amsterdam voor Een lichaam van aarde en licht
- 1965: Boekenmarkt-prijs voor zijn gehele oeuvre, met name Amerika, de weg van een wereldmacht
- 1991: Zilveren Anjer vanwege zijn bijdragen aan de Nederlandse letterkunde.
- 1993: Spaanprijs voor onder meer zijn bijdragen aan het Liedboek voor de Kerken